# Ambrogio Boccanegra
Ambrogio Boccanegra (Genova, ... – Palma del Rio, 1374) è stato un ammiraglio italiano naturalizzato spagnolo.
Era figlio di Egidio Boccanegra e di sua moglie Richetta Riccio, e nipote paterno di Simone Boccanegra, doge di Genova.

## Biografia

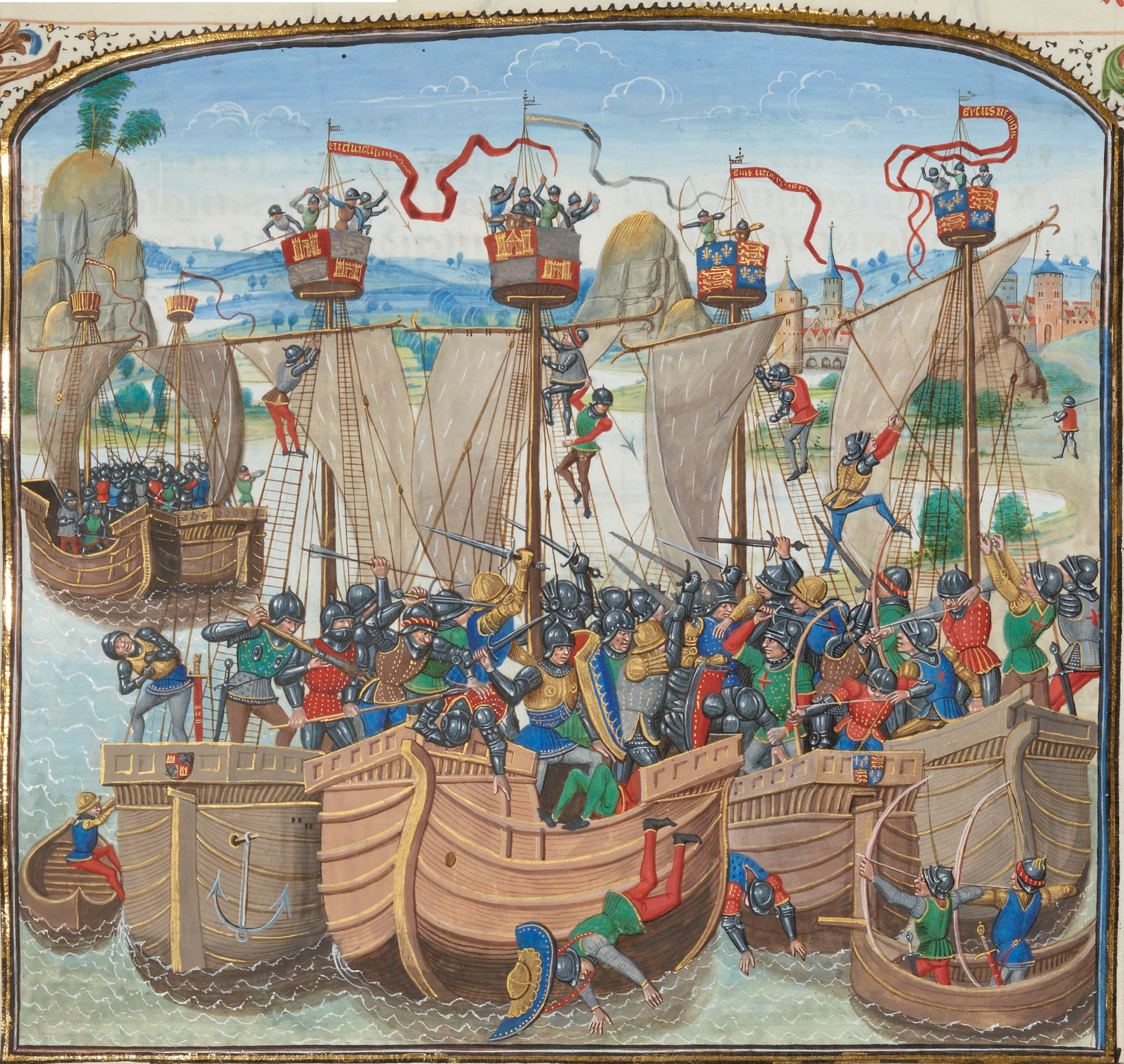
Battaglia di La Rochelle

Si trasferì in Spagna a seguito del padre Ammiraglio di Castiglia, nella città andalusa di Palma del Río, concessa da Alfonso XI.
Il padre venne giustiziato per ordine di Pietro il Crudele nel 1367, a causa delle simpatie nutrite da Egidio per il suo fratello e rivale Enrico di Trastámara. Per non subire un destino simile Ambrogio fuggì in Francia e fece parte della corte di Enrico in esilio.
Dopo la morte di Pedro I e l'ascesa al trono di Enrico II, nel 1369, Ambrogio riacquistò il possesso di Palma del Río, alla quale fu concesso un diritto civico (1371) con il quale i suoi abitanti, per lo più arabi, vennero riconosciuti uomini liberi.
Come suo padre, divenne Ammiraglio di Castiglia durante il regno di Enrico II. Nel 1371 ottenne un'importante vittoria contro l'esercito portoghese alla foce del Guadalquivir, creando le condizioni per una riappacificazione tra Ferdinando del Portogallo e la Castiglia.
Un anno dopo, nel 1372, Enrico II lo mandò in aiuto dei francesi, che assediavano La Rochelle, difesa dalla flotta inglese di sir John Hastings, conte di Pembroke. Sconfisse l'esercito inglese nella battaglia di La Rochelle e prese prigioniero il loro comandante.
Questa vittoria diede il controllo della Manica e la possibilità di una serie di attacchi via mare sulla costa meridionale dell'Inghilterra. Enrico, in segno di riconoscenza, gli concesse in premio la signoria di Linares.
Nel 1373 il Portogallo riprese la guerra contro la Castiglia, allora Boccanegra fu inviato a portare un breve attacco a Lisbona, costringendo alla resa i lusitani.
Boccanegra morì nel 1374.